# Sorquainville
Sorquainville és un municipi francès situat al departament del Sena Marítim i a la regió de Normandia. L'any 2007 tenia 162 habitants.

## Demografia

### Població
El 2007 la població de fet de Sorquainville era de 162 persones. Hi havia 56 famílies de les quals 4 eren unipersonals (4 dones vivint soles i 4 dones vivint soles), 16 parelles sense fills, 28 parelles amb fills i 8 famílies monoparentals amb fills.
La població ha evolucionat segons el següent gràfic:
Habitants censats

### Habitatges
El 2007 hi havia 74 habitatges, 60 eren l'habitatge principal de la família, 11 eren segones residències i 3 estaven desocupats. Tots els 72 habitatges eren cases. Dels 60 habitatges principals, 53 estaven ocupats pels seus propietaris i 7 estaven llogats i ocupats pels llogaters; 10 tenien tres cambres, 15 en tenien quatre i 35 en tenien cinc o més. 49 habitatges disposaven pel capbaix d'una plaça de pàrquing. A 23 habitatges hi havia un automòbil i a 31 n'hi havia dos o més.

### Piràmide de població
La piràmide de població per edats i sexe el 2009 era:
| Homes | Edats   | Dones |
| ----- | ------- | ----- |
| 0     | 95 o +  | 0     |
| 0     | 90 a 94 | 4     |
| 0     | 85 a 89 | 0     |
| 0     | 80 a 84 | 0     |
| 0     | 75 a 79 | 0     |
| 4     | 70 a 74 | 0     |
| 16    | 65 a 69 | 16    |
| 0     | 60 a 64 | 0     |
| 4     | 55 a 59 | 4     |
| 0     | 50 a 54 | 0     |
| 12    | 45 a 49 | 0     |
| 8     | 40 a 44 | 12    |
| 12    | 35 a 39 | 4     |
| 0     | 30 a 34 | 4     |
| 4     | 25 a 29 | 4     |
| 8     | 20 a 24 | 0     |
| 8     | 15 a 19 | 4     |
| 4     | 10 a 14 | 16    |
| 8     | 5 a 9   | 8     |
| 0     | 0 a 4   | 4     |

## Economia
El 2007 la població en edat de treballar era de 105 persones, 79 eren actives i 26 eren inactives. De les 79 persones actives 72 estaven ocupades (39 homes i 33 dones) i 7 estaven aturades (5 homes i 2 dones). De les 26 persones inactives 11 estaven jubilades, 8 estaven estudiant i 7 estaven classificades com a «altres inactius».

### Ingressos
El 2009 a Sorquainville hi havia 61 unitats fiscals que integraven 175 persones, la mediana anual d'ingressos fiscals per persona era de 16.982 €.

### Activitats econòmiques
L'any 2000 a Sorquainville hi havia 8 explotacions agrícoles.

## Equipaments sanitaris i escolars
El 2009 hi havia una escola maternal integrada dins d'un grup escolar amb les comunes properes formant una escola dispersa.

## Poblacions més properes
El següent diagrama mostra les poblacions més properes.